# Флура (Норвегия)
Флура (норв. Flora) — коммуна в губернии Согн-ог-Фьюране в Норвегии. Административный центр коммуны — город Флурё. Официальный язык коммуны — нюнорск. Население коммуны на 2007 год составляло 11 408 чел. Площадь коммуны Флура — 692,45 км², код-идентификатор — 1401.

## История населения коммуны
Население коммуны за последние 60 лет.

Статистика коммуны Флура